# 土橋入口

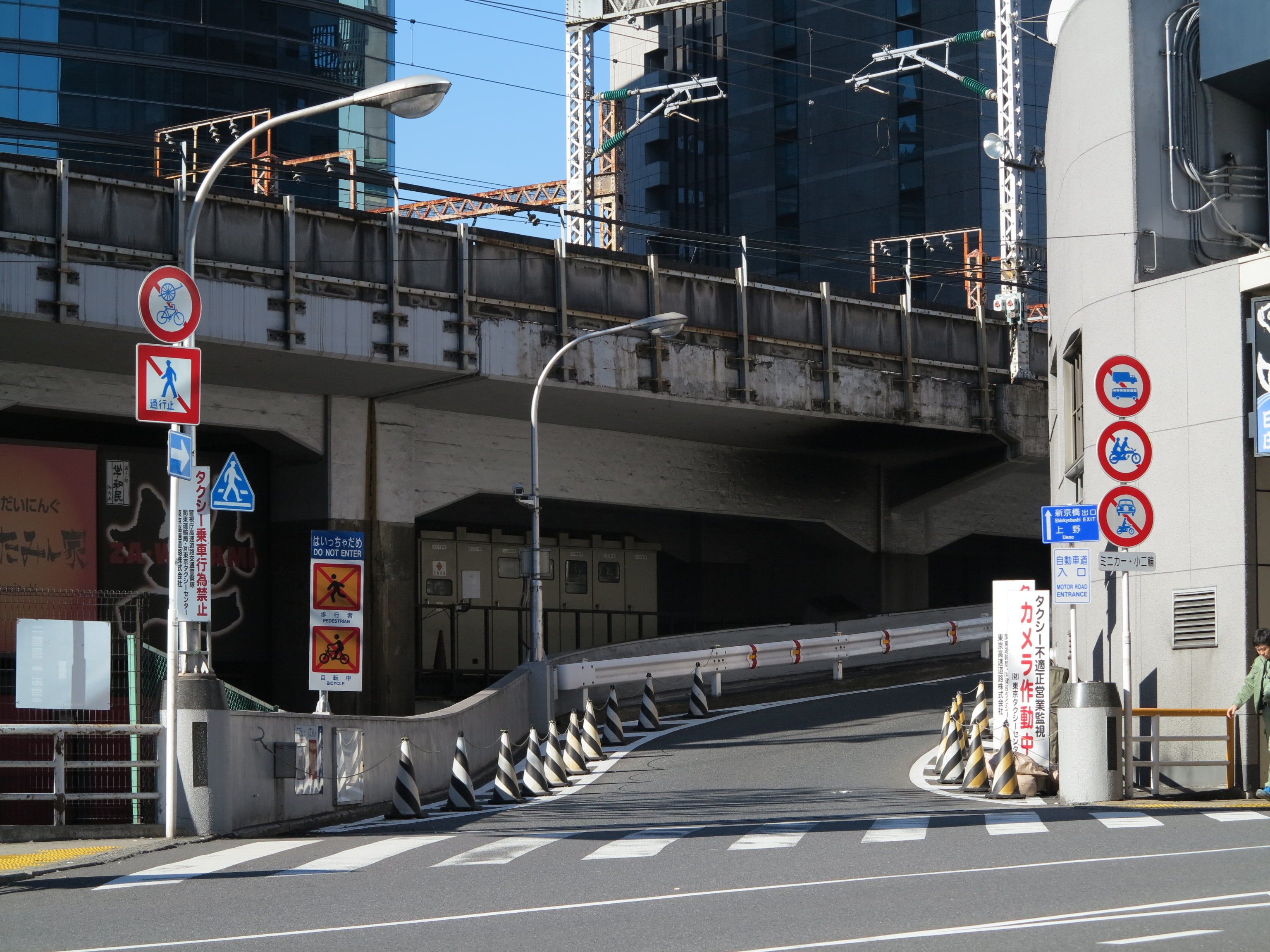
土橋入口

土橋入口（どばしいりぐち）は、東京都中央区にあった東京高速道路のインターチェンジである。西銀座JCT・京橋JCT方面への入口のみ設置されていた。

## 接続する道路
- 東京都道405号外濠環状線（外堀通り）

## 周辺
- 新橋駅
- 銀座8丁目
- 東京電力ホールディングス本社

## 隣
(D8)東京高速道路
(1)新橋出入口 - (2)土橋入口 - 西銀座JCT

## 備考
- このインターチェンジは東京高速道路のものであるが、一部の道路標識では「首都高速」土橋入口と案内されている。ただし、更新後の道路標識では、首都高速入口標識のデザインではあるが、「首都高速」とは表記されていない。